# Коренёвский сельсовет
Коренёвский сельсовет (бел.  Каранёўскі сельсавет) — административно-территориальная единица в Сморгонском районе Гродненской области Белоруссии.

## Население
- 1999 год — 1 674 человека
- 2010 год — 2 623 человека
- 2023 год — 2 155 человек[2]

## Состав
Коренёвский сельсовет включает 41 населённый пункт:
- Аславеняты — деревня.
- Белевичи — деревня.
- Белковщина — агрогородок.
- Березняки — деревня.
- Василевичи — деревня.
- Васюки — деревня.
- Гаути — деревня.
- Глинно — деревня.
- Голешонки — деревня.
- Затишье — деревня.
- Караваи — деревня.
- Корени — деревня.
- Красное — деревня.
- Кулаково — деревня.
- Левки — деревня.
- Лисичино — деревня.
- Лубянка — деревня.
- Матюляны — деревня.
- Новинка — деревня.
- Ореховка — деревня.
- Осиновка — деревня.
- Осиновщизна — агрогородок.
- Перевесье — деревня.
- Погорельщина — деревня.
- Подзелёная — деревня.
- Понара — деревня.
- Рыбаки — деревня.
- Сазоны — деревня.
- Светляны — деревня.
- Слабсны — деревня.
- Смолярня — деревня.
- Студенец — деревня.
- Стымони — деревня.
- Талмутишки — деревня.
- Татарщина — деревня.
- Харуково — деревня.
- Хвецевичи — деревня.
- Ходаки — деревня.
- Хотени — деревня.
- Шематово — деревня.
- Яжги — деревня.